# Meet the World
Meet the World était une attraction du parc Tokyo Disneyland. Elle était consacrée à la relation entre le Japon et le reste du monde principalement l'occident. Elle se présente sous la forme d'un théâtre rotatif avec audio-animatronics comme le Carousel of Progress de Disneyland.
L'attraction était prévue pour être construite dans le pavillon japonais du World Showcase à Epcot en Floride, mais n'ouvrit jamais.

## L'attraction
L'attraction était située dans le premier bâtiment à droite en sortant de la rue transversale de World Bazaar. Le spectacle est découpé en quatre scènes disposées chacune dans l'une des quatre salles, occupant un quart de cercle.
- Nom japonais : miito za warudo
- Ouverture : 15 avril 1983[1] (avec le parc)
- Fermeture : 30 juin 2002
- Durée : 19 minutes
- Salles
  - Nombre : 4 dans un quart de cercle
  - Capacité : 200 personnes
- Type d'attraction : Théâtre rotatif avec audio-animatronics[1]
- Situation : 35° 38′ 02″ N, 139° 52′ 43″ E
- Attraction suivante :
  - Monsters, Inc. : Ride and Go Seek! à partir de 2009.

### Description
L'histoire du Japon est racontée par une grue "magique" en animation à deux enfants (un garçon et une fille) en audio-animatronics installés sur une plage. Des dessins animés et des audio-animatronics racontent différentes étapes de l'histoire japonaise:
- Scène 1 : située sur une plage deux enfants sont interrogés par une grue qui leur demande s’ils connaissent leur histoire; La réponse par la négative du jeune garçon lance la grue dans une longue explication avec d'abord la création de l'archipel volcanique du Japon puis la Période Jōmon
- Scène 2 : la Période Yamato avec l'influence chinoise, l'arrivée du bouddhisme et de l'écriture
- Scène 3 : la fin de l'Époque de Muromachi avec les premiers missionnaires portugais et l'Époque Azuchi Momoyama
- Scène 4 : c'est la scène la plus longue consacrée à l'Époque d'Edo et l'Ère Meiji. Trois personnages y discutent du futur du Japon, l'érudit Yukichi Fukuzawa, le samouraï Sakamoto Ryōma et l'homme d'État Hirobumi Itō,
- Scène 1 final : après avoir vu toutes les scènes, le spectateur retrouve les enfants sur la plage et la grue demande une prise de conscience pour le futur.